# Svenske tv-stationer
Denne side er en oversigt over svenske tv-stationer og tv-kanaler forstået som tv-kanaler, der sendes til hele Sverige, og som sender med svensk tale eller undertekster i hele eller eller dele af sendetiden.
Derudover findes der en antal lokale tv-kanaler, ligesom svenskerne også har mulighed for at modtage en række tv-kanaler beregnet for andre lande via antenne, kabel-tv, satellit og internet. Begge disse kanal-grupper er for overskuelighedens skyld udeladt i nedenstående oversigt.

## Generelt om svensk tv
Det primære sprog på de svenske tv-kanaler er i sagens natur svensk. Som regel beholder programmer af udenlandsk oprindelse dog deres originale lydspor men forsynes med svenske undertekster, i det programmer beregnet for børn dog dubbes. Men uanset målgruppe forsynes mange programmer med en svensk titel, der benyttes i tv-programmerne.
De fem største kanaler målt på seertal har været SVT1, SVT2, TV3, TV4 og Kanal 5 siden 1990'erne med SVT1 og TV4 som de største. Blandt de andre kanaler havde TV4 Plus, TV6, Eurosport, Discovery Channel og MTV flest seere i 2006. Der har aldrig været mere end tre nationale i det jordbaserede sendenet: SVT1 (fra 1956), SVT2 (fra 1969) og TV4 (fra 1992).
Det skal bemærkes, at mange af de kanaler, der sendes til Sverige, ikke også sendes fra Sverige rent teknisk men fra andre lande (som oftest Storbritannien). Dette er for at omgå svensk lov, der lægger betydelige begrænsninger på udsendelsen af reklamer.

## Svenske kanaler
Nedenstående kanaler sendes kun i en svensk version men nogle kan dog også modtages uden for Sverige. Kanalerne er oplistet alfabetisk efter primært tv-station og sekundært kanal
DTT = Kanaler med licens til det svenske DTT-net.
| Tv-station          | Tv-kanal           | Genre                 | DTT | Bemærkninger                                                                   |
| ------------------- | ------------------ | --------------------- | --- | ------------------------------------------------------------------------------ |
| Discovery Networks  | Kanal 5            | Underholdning         | Ja  |                                                                                |
| Discovery Networks  | Kanal 9            | Underholdning         | Ja  |                                                                                |
| Discovery Networks  | Kanal 11           | Underholdning         | Ja  |                                                                                |
| Sveriges Television | SVT 1              | Public service        | Ja  |                                                                                |
| Sveriges Television | SVT 2              | Public service        | Ja  |                                                                                |
| Sveriges Television | Barnkanalen/SVT 24 | Børn / Public service | Ja  |                                                                                |
| Sveriges Television | Kunskapskanalen    | Undervisning          | Ja  |                                                                                |
| Sveriges Television | Utbildningsradion  | Public service        |     |                                                                                |
| TV 4 AB             | TV 4               | Underholdning         | Ja  |                                                                                |
| TV 4 AB             | Sjuan              | Underholdning         | Ja  |                                                                                |
| TV 4 AB             | TV12               | Underholdning         | Ja  |                                                                                |
| TV 4 AB             | TV4 Fakta          | Dokumentar            | Ja  |                                                                                |
| TV 4 AB             | TV 4 Film          | Film                  | Ja  |                                                                                |
| TV 4 AB             | TV4 Guld           | Underholdning         | Ja  |                                                                                |
| TV 4 AB             | TV 4 Komedi        | Underholdning         | Ja  |                                                                                |
| TV 4 AB             | TV 4 Sport         | Sport                 | Ja  |                                                                                |
| TV 4 AB             | SF-kanalen         | Film                  | Ja  |                                                                                |
| Viasat/MTG          | TV 3               | Underholdning         | Ja  |                                                                                |
| Viasat/MTG          | TV 6               | Underholdning         | Ja  |                                                                                |
| Viasat/MTG          | TV 8               | Underholdning         | Ja  |                                                                                |
| Viasat/MTG          | TV 10              | Underholdning         | Ja  |                                                                                |
| Andre               | Aftonbladet TV     | Underholdning         | Ja  |                                                                                |
| Andre               | Axess TV           | Kultur, information   | Ja  | Ejes af Axel och Margaret Ax:son Johnsons stiftelse för allmännyttiga ändamål. |
| Andre               | Öppna Kanalen      |                       |     |                                                                                |
| Andre               | Kanal Global       |                       |     |                                                                                |
| Andre               | Fjorton            |                       |     |                                                                                |
| Andre               | Kanal 10           | Kristen               |     |                                                                                |

## Svenske og nordiske versioner af internationale kanaler
Følgende tv-kanaler sendes i flere forskellige versioner herunder en med svensk tale eller undertekster i hele eller dele af sendetiden.
| Tv-station                  | Tv-kanal                       | Sprog              | Genre         | DTT    | Bemærkninger                                       |
| --------------------------- | ------------------------------ | ------------------ | ------------- | ------ | -------------------------------------------------- |
| BBC                         | BBC Food                       | Engelsk            | Mad           |        | Erstattes af BBC Lifestyle primo december 2008.    |
| BBC                         | BBC HD                         | Engelsk            | Underholdning |        | HD-kanal. Lanceres i Skandinavien 1. december 2008 |
| BBC                         | BBC Knowledge                  | Engelsk            | Dokumentar    |        | Lanceres i Skandinavien primo december 2008.       |
| BBC                         | BBC Prime                      | Engelsk            | Underholdning | Ja     | Estattes af BBC Entertainment primo december 2008. |
| CANAL+                      | CANAL+ ACTION                  |                    | Underholdning |        |                                                    |
| CANAL+                      | CANAL+ COMEDY                  |                    | Underholdning |        |                                                    |
| CANAL+                      | CANAL+ DRAMA                   |                    | Underholdning |        |                                                    |
| CANAL+                      | CANAL+ FILM HD                 |                    | Underholdning |        | HD-kanal                                           |
| CANAL+                      | CANAL+ FIRST                   |                    | Underholdning | Ja     |                                                    |
| CANAL+                      | CANAL+ HITS                    |                    | Underholdning | Delvis |                                                    |
| CANAL+                      | CANAL+ SPORT 1                 |                    | Sport         |        |                                                    |
| CANAL+                      | CANAL+ SPORT 2                 |                    | Sport         | Delvis |                                                    |
| CANAL+                      | CANAL+ SPORT HD                |                    | Sport         |        | HD-kanal                                           |
| Club Channel                | Club Channel                   |                    |               |        |                                                    |
| CNBC                        | CNBC                           | Engelsk            | Finansnyheder |        |                                                    |
| Discovery Channel           | Animal Planet                  | Engelsk            | Natur         | Ja     |                                                    |
| Discovery Channel           | Discovery Channel              | Engelsk            | Dokumentar    | Ja     |                                                    |
| Discovery Channel           | Discovery Channel HD           | Engelsk            | Dokumentar    |        | HD-kanal                                           |
| Discovery Channel           | Discovery Science              | Engelsk            | Dokumentar    | Ja     |                                                    |
| Discovery Channel           | Discovery Travel & Living      | Engelsk            | Rejser        | Ja     |                                                    |
| Discovery Channel           | Discovery World                | Engelsk            | Dokumentar    |        | Tidligere Discovery Civilisation                   |
| The Walt Disney Company     | Disney Channel                 | Svensk             | Børn          | Ja     |                                                    |
| The Walt Disney Company     | Playhouse Disney               | Svensk             | Børn          |        |                                                    |
| The Walt Disney Company     | Toon Disney                    | Svensk             | Børn          |        |                                                    |
| The Walt Disney Company     | (74%) Jetix                    | Svensk             | Børn          | Ja     | Tidligere Fox Kids                                 |
| E!                          | E!                             | Engelsk            |               |        |                                                    |
| Eurosport                   | Eurosport                      | Svensk             | Sport         | Ja     |                                                    |
| Eurosport                   | Eurosport 2                    | Engelsk            | Sport         |        |                                                    |
| Eurosport                   | Eurosport HD                   | Svensk             | Sport         |        | HD-kanal                                           |
| Extreme Sports Channel      | Extreme Sports Channel         |                    |               |        |                                                    |
| GOD Channel                 | GOD Channel                    |                    |               |        |                                                    |
| Hallmark Channel            | Hallmark Channel               | Engelsk            | Underholdning |        |                                                    |
| Lifestyle TV                | Lifestyle TV                   |                    | Religiøs      |        |                                                    |
| Modern Times Group          | TV3                            | Svensk             | Underholdning | Ja     |                                                    |
| Modern Times Group          | TV1000                         |                    | Film          | Ja     |                                                    |
| Modern Times Group          | TV1000 Plus One                |                    | Film          |        |                                                    |
| Modern Times Group          | TV1000 Action                  |                    | Film          |        |                                                    |
| Modern Times Group          | TV1000 Classic                 |                    | Film          |        |                                                    |
| Modern Times Group          | TV1000 Family                  |                    | Film          |        |                                                    |
| Modern Times Group          | TV1000 Nordic                  | Dansk/Svensk/Norsk | Film          |        |                                                    |
| Modern Times Group          | TV1000 HD                      |                    | Film          |        | HD-kanal                                           |
| Modern Times Group          | Viasat Crime                   | Engelsk            | Underholdning |        |                                                    |
| Modern Times Group          | Viasat Explorer                | Svensk/Engelsk     | Dokumentar    |        |                                                    |
| Modern Times Group          | Viasat Golf                    | Svensk             | Golf          |        |                                                    |
| Modern Times Group          | Viasat History                 | Engelsk/Russisk    | Historie      |        |                                                    |
| Modern Times Group          | Viasat Sport 2                 | Svensk/Engelsk     | Sport         |        |                                                    |
| Modern Times Group          | Viasat Sport 3                 | Svensk/Engelsk     | Sport         |        |                                                    |
| MTV                         | MTV                            | Svensk             | Musik         | Ja     |                                                    |
| MTV                         | VH1                            | Svensk             | Musik         |        |                                                    |
| National Geographic Channel | National Geographic Channel    | Engelsk            | Dokumentar    | Ja     |                                                    |
| National Geographic Channel | National Geographic Channel HD | Engelsk            | Dokumentar    |        | HD-kanal                                           |
| National Geographic Channel | National Geographic Wild       | Engelsk            | Dokumentar    |        |                                                    |
| Nickelodeon                 | Nickelodeon                    | Svensk             | Børn          | Ja     |                                                    |
| NonStop Television          | Showtime                       | Engelsk            | Film          | Ja     |                                                    |
| NonStop Television          | Star!                          | Engelsk            | Underholdning | Ja     |                                                    |
| NonStop Television          | Silver                         |                    | Film          | Ja     |                                                    |
| NonStop Television          | Silver HD                      |                    | Film          |        |                                                    |
| NonStop Television          | Voom HD                        |                    |               |        |                                                    |
| The History Channel         | The History Channel            |                    | Historie      |        |                                                    |
| The History Channel         | The History Channel HD         |                    | Historie      |        |                                                    |
| Time Warner                 | Boomerang                      | Svensk             | Børn          |        |                                                    |
| Time Warner                 | Cartoon Network                | Svensk             | Børn          |        |                                                    |
| Time Warner                 | Turner Classic Movies          | Engelsk            | Film          | Ja     |                                                    |
| Travel Channel              | Travel Channel                 | Engelsk            | Rejser        |        |                                                    |
| TV Shop Europe              | TV Shop Europe                 |                    | Tv-shop       |        |                                                    |
| Tvins.com                   | Tvins.com                      |                    | Tv-shop       |        |                                                    |
| Zone Reality                | Zone Reality                   |                    | Reality-tv    |        |                                                    |

## Nedlagte kanaler
- SF Succé
- TV Plus
- Filmmax (-1995)
- TV21 (1993-2000)
- TV6 (1994-1998/2002)
- TVG (1994-1997)
- TV1000 Cinema (1995-2004)
- Supersport
- Sportkanalen
- Discovery Mix (2002-2007)
- Med i tv (2001-2005)
- Big TV (2006)
- DiTV (2005-2008)
- ONE Television (2006-2007)
- The Voice TV Sweden (2004-2008)